# بوسکورئاله
بوسکورئاله (به ایتالیایی: Boscoreale) یک کومونه در ایتالیا است که در استان ناپل واقع شده‌است.

## خصوصیات
بوسکورئاله ۱۱٫۲۸ کیلومترمربع مساحت و ۲۷٬۴۵۷ نفر جمعیت دارد و ۶۵ متر بالاتر از سطح دریا واقع شده‌است.